# Liste der Bodendenkmäler in Bütthard
Auf dieser Seite sind die Bodendenkmäler in dem unterfränkischen Markt Bütthard zusammengestellt. Diese Tabelle ist eine Teilliste der Liste der Bodendenkmäler in Bayern. Grundlage ist die Bayerische Denkmalliste, die auf Basis des Bayerischen Denkmalschutzgesetzes vom 1. Oktober 1973 erstmals erstellt wurde und seither durch das Bayerische Landesamt für Denkmalpflege geführt wird. Die folgenden Angaben ersetzen nicht die rechtsverbindliche Auskunft der Denkmalschutzbehörde.

## Bodendenkmäler in Bütthard
| Lage       | Objekt | Akten-Nr.     | Bild |
| ---------- | --- | ------------- | ---- |
| (Standort) | Siedlung der Urnenfelderzeit sowie Körpergräber des Endneolithikums. | D-6-6325-0080 |      |
| (Standort) | Siedlung vor- und frühgeschichtlicher Zeitstellung. | D-6-6325-0119 |      |
| (Standort) | Siedlung vor- und frühgeschichtlicher Zeitstellung. | D-6-6325-0144 |      |
| (Standort) | Siedlung der jüngeren Latènezeit. | D-6-6325-0185 |      |
| (Standort) | Siedlung der Latènezeit. | D-6-6325-0208 |      |
| (Standort) | Siedlung des Neolithikums. | D-6-6325-0217 |      |
| (Standort) | Siedlung des Neolithikums. | D-6-6325-0219 |      |
| (Standort) | Archäologische Befunde des Mittelalters und der frühen Neuzeit im Ortsbereich von Bütthard. | D-6-6325-0225 |      |
| (Standort) | Archäologische Befunde im Bereich der frühneuzeitlichen katholischen Pfarrkirche St. Peter und Paul von Bütthard. | D-6-6325-0226 |      |
| (Standort) | Archäologische Befunde im Bereich der frühneuzeitlichen ehemaligen Ortsbefestigung in Bütthard. | D-6-6325-0227 |      |
| (Standort) | Archäologische Befunde im Bereich der spätneuzeitlichen ehemaligen Synagoge von Bütthard mit frühneuzeitlichem Vorgängerbau. | D-6-6325-0228 |      |
| (Standort) | Archäologische Befunde im Bereich der frühneuzeitlichen katholischen Kirche St. Andreas und Jakobus von Gützingen mit ehemaligem ummauertem Kirchhof. | D-6-6325-0231 |      |
| (Standort) | Untertägige Bauteile der frühneuzeitlichen katholischen Kirche St. Burkhard von Höttingen. | D-6-6325-0233 |      |
| (Standort) | Siedlung der Linearbandkeramik. | D-6-6424-0001 |      |
| (Standort) | Siedlung des Mesolithikums und des Neolithikums. | D-6-6424-0002 |      |
| (Standort) | Hofwüstung „Rittershof“ des 17. Jahrhunderts. | D-6-6425-0005 |      |
| (Standort) | Hofwüstung „Schönhof“ des 17. Jahrhunderts. | D-6-6425-0006 |      |
| (Standort) | Wüstung des hohen und späten Mittelalters sowie Siedlung der Linearbandkeramik. | D-6-6425-0007 |      |
| (Standort) | Hofwüstung „Hofstetten“ des 17. Jahrhunderts. | D-6-6425-0008 |      |
| (Standort) | Hofwüstung „Schönbrunn“ des 17. Jahrhunderts. | D-6-6425-0009 |      |
| (Standort) | Hofwüstung „Dachsenheim“ des 17. Jahrhunderts. | D-6-6425-0010 |      |
| (Standort) | Bestattungen der Urnenfelderzeit. | D-6-6425-0013 |      |
| (Standort) | Viereckschanze der jüngeren Latènezeit. | D-6-6425-0015 |      |
| (Standort) | Viereckschanze der späten Latènezeit. | D-6-6425-0016 |      |
| (Standort) | Bestattungsplatz mit Grabhügeln vorgeschichtlicher Zeitstellung mit Bestattungen der frühen Latènezeit. | D-6-6425-0017 |      |
| (Standort) | Bestattungsplatz mit Grabhügel vorgeschichtlicher Zeitstellung. | D-6-6425-0018 |      |
| (Standort) | Bestattungsplatz mit Grabhügel vorgeschichtlicher Zeitstellung. | D-6-6425-0019 |      |
| (Standort) | Siedlung vorgeschichtlicher Zeitstellung. | D-6-6425-0022 |      |
| (Standort) | Siedlung der späten Urnenfelder- und frühen Hallstattzeit sowie der jüngeren Latènezeit. | D-6-6425-0023 |      |
| (Standort) | Bestattungsplatz mit Grabhügeln vorgeschichtlicher Zeitstellung mit Bestattungen der Hallstattzeit. | D-6-6425-0026 |      |
| (Standort) | Siedlung vor- und frühgeschichtlicher Zeitstellung. | D-6-6425-0031 |      |
| (Standort) | Siedlung der Linearbandkeramik. | D-6-6425-0032 |      |
| (Standort) | Siedlung der Linearbandkeramik sowie der Eisenzeit. | D-6-6425-0033 |      |
| (Standort) | Siedlung der Linearbandkeramik. | D-6-6425-0034 |      |
| (Standort) | Siedlung des Jungneolithikums und der Hallstattzeit, teilweise überbaut. | D-6-6425-0036 |      |
| (Standort) | Freilandstation des Mesolithikums und Siedlung des Jung- und Endneolithikums. | D-6-6425-0037 |      |
| (Standort) | Grabhügel der Hallstattzeit. | D-6-6425-0051 |      |
| (Standort) | Siedlung vorgeschichtlicher Zeitstellung. | D-6-6425-0088 |      |
| (Standort) | Siedlung der Latènezeit. | D-6-6425-0089 |      |
| (Standort) | Siedlung des Jungneolithikums, der Urnenfelderzeit, der Hallstattzeit und der Latènezeit. | D-6-6425-0090 |      |
| (Standort) | Siedlung der Urnenfelderzeit. | D-6-6425-0091 |      |
| (Standort) | Siedlung des Mittelneolithikums, des Endneolithikums, der mittleren Bronzezeit und der Urnenfelderzeit. | D-6-6425-0093 |      |
| (Standort) | Archäologische Befunde im Bereich der frühneuzeitlichen katholischen Kapelle St. Laurentius (Frauenkapelle) bei Bütthard. | D-6-6425-0094 |      |
| (Standort) | Siedlung der Metallzeiten, darunter der Urnenfelderzeit. | D-6-6425-0095 |      |
| (Standort) | Siedlung der Urnenfelderzeit, der Hallstattzeit sowie der Latènezeit. | D-6-6425-0096 |      |
| (Standort) | Archäologische Befunde des Mittelalters und der frühen Neuzeit im Bereich des abgegangenen mittelalterlichen Vorgängerbaus der 1874 neu errichteten katholischen Pfarrkirche St. Michael von Gaurettersheim innerhalb des ehemaligen befestigten Kirchhofs.                                                   | D-6-6425-0098 |      |
| (Standort) | Siedlung der Urnenfelderzeit und der Latènezeit. | D-6-6425-0099 |      |
| (Standort) | Siedlung des Neolithikums und der Urnenfelderzeit. | D-6-6425-0100 |      |
| (Standort) | Metallzeitliche Siedlung. | D-6-6425-0101 |      |
| (Standort) | Bestattungsplatz vor- und frühgeschichtlicher Zeitstellung mit Grabhügeln, Freilandstation des Mesolithikums, Siedlung des Neolithikums, der mittleren Bronzezeit, der Urnenfelderzeit, der Hallstattzeit und der Latènezeit sowie des frühen Mittelalters, außerdem spätmittelalterliche Wüstung „Insingen“. | D-6-6425-0102 |      |
| (Standort) | Siedlung vorgeschichtlicher Zeitstellung. | D-6-6425-0103 |      |
| (Standort) | Siedlung vorgeschichtlicher Zeitstellung, darunter des Neolithikums. | D-6-6425-0104 |      |
| (Standort) | Archäologische Befunde im Bereich der spätneuzeitlichen katholischen Pfarrkirche St. Erhard von Oesfeld. | D-6-6425-0106 |      |
| (Standort) | Archäologische Befunde im Bereich des frühneuzeitlichen Vorgängerbaues der bestehenden spätneuzeitlichen katholischen Ortskapelle in Tiefenthal. | D-6-6425-0108 |      |
| (Standort) | Siedlung der Metallzeit. | D-6-6425-0115 |      |
| (Standort) | Freilandstation des Mesolithikums sowie Siedlung des Alt- und des Mittelneolithikums. | D-6-6425-0139 |      |
| (Standort) | Siedlung vorgeschichtlicher Zeitstellung. | D-6-6425-0141 |      |